# ヴァイキング 〜海の覇者たち〜
『ヴァイキング 〜海の覇者たち〜』 (英語: Vikings) は、2013年から2020年に放送されたカナダのテレビドラマシリーズ。カナダヒストリー制作。日本ではNetflixにおいて配信されている。2020年にシーズン6をもって終了した。本作の100年後の世界を描く新シリーズ『ヴァイキング 〜ヴァルハラ〜』がNeflixで製作されることが発表され、シーズン3（2024年配信予定）まで続く予定。

## 概要
製作総指揮は『THE TUDORS〜背徳の王冠〜』などで知られるマイケル・ハースト。その関係でジョナサン・リース＝マイヤーズなども出演している。

## あらすじ

### シーズン1
デンマークのカテガットで農業を営みながらヴァイキングとして各地を遠征していた戦士ラグナル・ロズブロークは、海を西へ渡っていくと肥沃な大地があると信じ、西への航海を夢見ていた。しかし首長ハラルドソンはそのような大地は存在しないと西への航海を認めず、毎年東への遠征を指示して僅かな略奪品を持ち帰ってくるのみであった。
しびれを切らしたラグナルは密かに船を造らせ、仲間を集めて、単独で西への航海に乗り出した。西にあると信じる大地は中々見つからず、仲間からも不信感を向けられるようになったその時、ついに新たな大地を発見することに成功した。到達したのはノーサンブリア王国のリンディスファーン修道院で、ラグナルたちは無抵抗の修道士たちを虐殺し、宝物を略奪し、一部の修道士を奴隷として意気揚々とカテガットへ帰還した。
西への航海を成功させて大量の宝物を略奪してきたラグナルを人々は称賛したが、首長ハラルドソンはそんな彼に危機感を覚えて排除に乗り出す。

### シーズン2
首長となったラグナルは、デンマーク王ホリックの要請に応じて王とイェータランド首長ボルグとの領土紛争の仲介に乗り出したが決裂し、戦闘状態に陥った。そんな最中、ラグナルの兄であるロロはボルグに籠絡されてラグナルを裏切り、兄弟同士で戦うこととなってしまった。戦闘はラグナルとホリック王が勝利し、ボルグとは講和を結んで共に西へ遠征に向かうこととなった。
ラグナル、ホリック王、ボルグは年月をかけて戦力を整え、再び西の海を越えて遠征に向かうためにカテガットに集結した。しかしホリック王は出発直前になって、かつて争ったボルグはやはり信用できないとして、遠征軍にボルグは加えずラグナルとホリック王のみ遠征することとなった。
今回の航海は嵐に襲われたため、いつもとは違うウェセックス王国にたどり着いた。ウェセックス王国のエグバート王はノーサンブリア王国を襲撃した「北の民（ヴァイキング）」の噂を聞いて、ウェセックス王国にも来るに違いないと戦力を整えて待ち構えていた。

### シーズン3
王となったラグナルは、エグバート王との和平協定に則って定住地を受け取るため、ウェセックス王国へ再び大軍を率いて赴いた。和平協定は、ラグナルたちがウェセックス王国内に定住地を受け取る代わりに、傭兵としてエグバート王のために戦うという内容だった。
ウェセックス王国の隣国であるマーシア王国では王族間で王位を争う内戦状態にあり、エグバート王はマーシア王国のクウェンスリス王女に肩入れしてマーシア王国に対する影響力を拡大しようと画策していた。そこで、ラグナルたちをクウェンスリス王女の傭兵部隊としてマーシア王国の内戦に介入させることにした。
ラグナルはクウェンスリス王女を擁し、エグバート王の息子エセルウルフの部隊と共にマーシア王国へ侵攻を開始した。

### シーズン4
西フランク王国の王都パリへの襲撃を、多大な被害を出しながらも何とか成功させたラグナルだったが、襲撃時に負った傷に苦しんでいた。その間に、以前アセルスタンを殺害したフロキをビヨルンが処罰し、互いに険悪な関係となってしまった。
一方、ラグナルたちの撤退に同行せず西フランク王国に残ったロロはヴァイキングと西フランク王国の和睦の証としてシャルル3世の娘ジゼルと結婚しノルマンディー公を授爵された。野心に目覚めたロロはすぐにヴァイキングを裏切って共に残っていた仲間を殺害し、再び襲来するであろうラグナルたちに対する防衛策をパリ伯オドと共に練り始めた。
マーシア王国では女王となったクウェンスリスが反対派によってラグナルとの間に授かった息子マグヌス共々幽閉されていた。マーシア王国での影響力喪失を恐れたウェセックス王国のエグバート王は、息子のエセルウルフにクウェンスリス救出を命じた。

## キャスト
ラグナル・ロズブローク
演 - トラヴィス・フィメル / 吹き替え - 土田大
本作のシリーズ1-5にかけての主人公。デンマーク・カテガットの元農民で、ヴァイキングで初めてイングランドを襲撃した戦士でもある。のちにノルウェー・デンマークの首領たちを率い、イングランド、北フランスを荒らし周り、ヴァイキングの中で伝説的な英雄となる。
ラゲルサ
演 - キャサリン・ウィニック / 吹き替え - 林真里花
ラグナル・ロズブロークの初めの妻で、剛勇のビヨルンの母親。楯の乙女でもある。
シギー・ハラルドソン
演 -  ジェサリン・ギルシグ / 吹き替え - 辻親八
カテガットの首長ハラルドソンの妻。
フロキ
演 -  グスタフ・スカルスガルド / 吹き替え - 裕樹
凄腕の船大工。ラグナルとは古い仲であり、物語のキーパーソンである。古代信仰を深く信じているが、信仰心の強さからラグナルとの間にトラブルを生むことも多い。
ビヨルン・イロンシッド(剛勇のビヨルン)
演 - アレクサンダー・ルドウィグ / 吹き替え - 渡部俊樹
ラグナルとラゲルサの息子。
ロロ
演 - クライヴ・スタンデン
ラグナルの兄。
アセルスタン
演 - ジョージ・ブラグデン
リンディスファーン修道院の元修道士。ラグナルらのイングランド襲撃の折、ラグナルらに捕まりカテガットまで連れてこられる。のちにラグナルと意気投合し、イングランドやフランス、キリスト教についてラグナルに伝え、ラグナルの大遠征のきっかけとなる。物語のキーパーソンの1人。
アール・ハラルドソン
演 - ガブリエル・バーン
カテガットの首長。自らの首長の地位を第一に考えている。
アスラウグ
演 - アリッサ・サザーランド
ラグナルの後妻。のちのヴァイキング内戦のきっかけとなる。
ホリック王
演 - ドナル・ローグ
スウェーデン、ウプサラの王。ボルグ首長と領地をめぐり争っている。
エグバート
演 - ライナス・ローチ
イングランドのウェセックス王国国王。策士な王で、イングランドにおける勢力拡大のためにヴァイキングと同盟したり、逆に侵攻してくるヴァイキングを迎撃するためにイングランド内の他国と同盟したりと、なかなか食えない。
カラフ
演 - ベン・ロブソン
デーン人の首長。ラグナルの元に結集し、フランス・パリ襲撃に一役買う。
ハーバード
演 - ケヴィン・デュランド
シャルル2世
演 - ロテール・ブリュトー
西フランク王国の国王。重臣オド伯の言いなり。小心者である。
先見者
演 - ジョン・カヴァナ
ハーラル1世
演 - ペーテル・フランツェーン
ノース人の王。ノルウェー統一を夢見ている。
ハールヴダン黒髪王
演 - ヤスペル・ペーコネン
ハーラル1世の弟。
エーテルウルフ
演 - モー・ダンフォード
骨無しのイーヴァル
演 - アレックス・ホー・アンダーセン
ラグナルとアスラウグの末息子。足が悪く、戦地ではチャリオットに乗っている。戦術に長け、サクソン人や敵対するヴァイキングらを翻弄する。
ヴィトセルク
演 - マルコ・イルソ
ラグナルとアスラウグの息子。
蛇の目のシーヴァルド
演 - デイビット・リンドストローム
ラグナルとアスラウグの息子。
ウッボ
演 - ジョーダン・スミス
ラグナルとアスラウグの息子。
ヘフマンド司教
演 - ジョナサン・リース＝マイヤーズ
ウェセックス王国に仕える、戦う司教。
預言者オレグ
演 - ダニーラ・コズロフスキー

## エピソード
| シーズン | シーズン | 話数 | 話数 | 放送期間       | 放送期間       |
| シーズン | シーズン | 話数 | 話数 | 初回放送       | 最終回放送     |
| -------- | -------- | ---- | ---- | -------------- | -------------- |
|          | 1        | 9    | 9    | 2013年3月3日   | 2013年4月28日  |
|          | 2        | 10   | 10   | 2014年2月27日  | 2014年5月1日   |
|          | 3        | 10   | 10   | 2015年2月19日  | 2015年4月23日  |
|          | 4        | 20   | 10   | 2016年2月18日  | 2016年4月21日  |
|          | 4        | 20   | 10   | 2016年11月30日 | 2017年2月1日   |
|          | 5        | 20   | 10   | 2017年11月29日 | 2018年1月24日  |
|          | 5        | 20   | 10   | 2018年11月28日 | 2019年1月30日  |
|          | 6        | 20   | 10   | 2019年12月4日  | 2020年2月5日   |
|          | 6        | 20   | 10   | 2020年12月30日 | 2020年12月30日 |